# Бочоришвили, Вахтанг Гаврилович
Вахтанг Гаврилович Бочоришвили (груз. ვახტანგ გაბრიელის ძე ბოჭორიშვილი, 25 марта 1924, Гиоргети, Кахетия — 11 сентября 2002) — грузинский советский врач и организатор здравоохранения. Министр здравоохранения Грузинской ССР (1970—1973), член-корр. АМН СССР (1988), лауреат Государственной премии Грузинской ССР, основатель и директор Республиканского противосепсисного центра в Грузии, академик АН Грузии (1994).

## Биография
Начинал учиться в Тбилисском театральном университете.
Окончил Харьковский медицинский институт (1951).
Работал врачом-инфекционистом в Чимкенте, военным врачом, затем на кафедре инфекционных болезней Ленинградской военно-медицинской академии. Кандидат медицинских наук (1961), доктор медицинских наук (1968).
В 1969 году переехал в Тбилиси и возглавил кафедру инфекционных болезней Института подготовки врачей. В 1970 году, во время эпидемии холеры, первым стал применять раствор Филлипса.
В 1970—1973 годах был министром здравоохранения Грузинской ССР.
Разработал и внедрил критерии клинической диагностики сальмонеллеза у детей раннего возраста, что позволило снизить смертность. В 1981—1989 годах был заместителем начальника IV отдела. С 1990 года заведовал кафедрой инфекционных болезней Академии докторских дипломов.
Активно участвовал в общественной жизни. В 1999 году стал членом парламента Грузии.
Похоронен в Дидубийском пантеоне.

## Основные работы
- Матковский В. С., Антонов В. С., Бочоришвили В. Г. Псевдотуберкулез. — Тбилиси: Сабчота Сакартвело, 1976. — 100 с.
- Диагностика и лечение сепсиса : (Метод. рекомендации) / М-во здравоохранения ГССР ; [Сост. В. Г. Бочоришвили и др.]. — Тбилиси : Б. и., 1981. — 56 с. ; 21 см[6].

## Память

Памятник Бочоришвили в Тбилиси

В Тбилиси В. Бочоришвили установлен памятник (угол Проспектов Давида Агмашенебели и Царицы Тамар).
Открыта многопрофильная клиника имени академика Вахтанга Бочоришвили, соответствующая всем международным стандартам